# 태강 (서진)
태강(太康)은 중국 서진(西晉) 무제(武帝)의 세 번째 연호이다. 280년 4월에서 289년까지 9년 9개월 동안 사용하였다. 280년 3월에 오(吳)나라를 멸망시키고 난 후에 개원하였다.

## 개원
함녕(咸寧) 6년 4월 29일(280년 6월 13일)에 연호를 태강(太康)으로 개원함.

## 연대대조표
| 태강                | 원년       | 2년        | 3년        | 4년        | 5년        | 6년        | 7년        | 8년        | 9년        | 10년       |
| 서력                | 280년      | 281년      | 282년      | 283년      | 284년      | 285년      | 286년      | 287년      | 288년      | 289년      |
| 육십간지 (六十干支) | 경자(庚子) | 신축(辛丑) | 임인(壬寅) | 계묘(癸卯) | 갑진(甲辰) | 을사(乙巳) | 병오(丙午) | 정미(丁未) | 무신(戊申) | 기유(己酉) |

## 삭일(1일)
| 태강 원년 (280년) | 1월             | 2월             | 3월             | 4월             | 5월             | 6월             | 7월             | 8월             | 9월             | 10월            | 11월            | 12월            |                 |
| ----------------- | --------------- | --------------- | --------------- | --------------- | --------------- | --------------- | --------------- | --------------- | --------------- | --------------- | --------------- | --------------- | --------------- |
| 삭일(음력)        | 기축일 (己丑日) | 무오일 (戊午日) | 무자일 (戊子日) | 정사일 (丁巳日) | 정해일 (丁亥日) | 병진일 (丙辰日) | 병술일 (丙戌日) | 을묘일 (乙卯日) | 을유일 (乙酉日) | 갑인일 (甲寅日) | 갑신일 (甲申日) | 갑인일 (甲寅日) |                 |
| 율리우스력        | 280년 2월 18일  | 3월 18일        | 4월 17일        | 5월 16일        | 6월 15일        | 7월 14일        | 8월 13일        | 9월 11일        | 10월 11일       | 11월 9일        | 12월 9일        | 281년 1월 8일   |                 |
| 태강 2년 (281년)  | 1월             | 2월             | 3월             | 4월             | 5월             | 6월             | 7월             | 8월             | 9월             | 10월            | 11월            | 12월            |                 |
| 삭일(음력)        | 계미일 (癸未日) | 계축일 (癸丑日) | 임오일 (壬午日) | 임자일 (壬子日) | 신사일 (辛巳日) | 신해일 (辛亥日) | 경진일 (庚辰日) | 경술일 (庚戌日) | 기묘일 (己卯日) | 기유일 (己酉日) | 무인일 (戊寅日) | 무신일 (戊申日) |                 |
| 율리우스력        | 281년 2월 6일   | 3월 8일         | 4월 6일         | 5월 6일         | 6월 4일         | 7월 4일         | 8월 2일         | 9월 1일         | 9월 30일        | 10월 30일       | 11월 28일       | 12월 28일       |                 |
| 태강 3년 (282년)  | 1월             | 2월             | 3월             | 4월             | 윤4월           | 5월             | 6월             | 7월             | 8월             | 9월             | 10월            | 11월            | 12월            |
| 삭일(음력)        | 정축일 (丁丑日) | 정미일 (丁未日) | 병자일 (丙子日) | 병오일 (丙午日) | 병자일 (丙子日) | 을사일 (乙巳日) | 을해일 (乙亥日) | 갑진일 (甲辰日) | 갑술일 (甲戌日) | 계묘일 (癸卯日) | 계유일 (癸酉日) | 임인일 (壬寅日) | 임신일 (壬申日) |
| 율리우스력        | 282년 1월 26일  | 2월 25일        | 3월 26일        | 4월 25일        | 5월 25일        | 6월 23일        | 7월 23일        | 8월 21일        | 9월 20일        | 10월 19일       | 11월 18일       | 12월 17일       | 283년 1월 16일  |
| 태강 4년 (283년)  | 1월             | 2월             | 3월             | 4월             | 5월             | 6월             | 7월             | 8월             | 9월             | 10월            | 11월            | 12월            |                 |
| 삭일(음력)        | 신축일 (辛丑日) | 신미일 (辛未日) | 경자일 (庚子日) | 경오일 (庚午日) | 기해일 (己亥日) | 기사일 (己巳日) | 기해일 (己亥日) | 무진일 (戊辰日) | 무술일 (戊戌日) | 정묘일 (丁卯日) | 정유일 (丁酉日) | 병인일 (丙寅日) |                 |
| 율리우스력        | 283년 2월 14일  | 3월 16일        | 4월 14일        | 5월 14일        | 6월 12일        | 7월 12일        | 8월 11일        | 9월 9일         | 10월 9일        | 11월 7일        | 12월 7일        | 284년 1월 5일   |                 |
| 태강 5년 (284년)  | 1월             | 2월             | 3월             | 4월             | 5월             | 6월             | 7월             | 8월             | 9월             | 10월            | 11월            | 12월            | 윤12월          |
| 삭일(음력)        | 병신일 (丙申日) | 을축일 (乙丑日) | 을미일 (乙未日) | 갑자일 (甲子日) | 갑오일 (甲午日) | 계해일 (癸亥日) | 계사일 (癸巳日) | 임술일 (壬戌日) | 임진일 (壬辰日) | 신유일 (辛酉日) | 신묘일 (辛卯日) | 신유일 (辛酉日) | 경인일 (庚寅日) |
| 율리우스력        | 284년 2월 4일   | 3월 4일         | 4월 3일         | 5월 2일         | 6월 1일         | 6월 30일        | 7월 30일        | 8월 28일        | 9월 27일        | 10월 26일       | 11월 25일       | 12월 25일       | 285년 1월 23일  |
| 태강 6년 (285년)  | 1월             | 2월             | 3월             | 4월             | 5월             | 6월             | 7월             | 8월             | 9월             | 10월            | 11월            | 12월            |                 |
| 삭일(음력)        | 경신일 (庚申日) | 기축일 (己丑日) | 기미일 (己未日) | 무자일 (戊子日) | 무오일 (戊午日) | 정해일 (丁亥日) | 정사일 (丁巳日) | 병술일 (丙戌日) | 병진일 (丙辰日) | 을유일 (乙酉日) | 을묘일 (乙卯日) | 갑신일 (甲申日) |                 |
| 율리우스력        | 285년 2월 22일  | 3월 23일        | 4월 22일        | 5월 21일        | 6월 20일        | 7월 19일        | 8월 18일        | 9월 16일        | 10월 16일       | 11월 14일       | 12월 14일       | 286년 1월 12일  |                 |
| 태강 7년 (286년)  | 1월             | 2월             | 3월             | 4월             | 5월             | 6월             | 7월             | 8월             | 9월             | 10월            | 11월            | 12월            |                 |
| 삭일(음력)        | 갑인일 (甲寅日) | 계미일 (癸未日) | 계축일 (癸丑日) | 계미일 (癸未日) | 임자일 (壬子日) | 임오일 (壬午日) | 신해일 (辛亥日) | 신사일 (辛巳日) | 경술일 (庚戌日) | 경진일 (庚辰日) | 기유일 (己酉日) | 기묘일 (己卯日) |                 |
| 율리우스력        | 286년 2월 11일  | 3월 12일        | 4월 11일        | 5월 11일        | 6월 9일         | 7월 9일         | 8월 7일         | 9월 6일         | 10월 5일        | 11월 4일        | 12월 3일        | 287년 1월 2일   |                 |
| 태강 8년 (287년)  | 1월             | 2월             | 3월             | 4월             | 5월             | 6월             | 7월             | 8월             | 윤8월           | 9월             | 10월            | 11월            | 12월            |
| 삭일(음력)        | 무신일 (戊申日) | 무인일 (戊寅日) | 정미일 (丁未日) | 정축일 (丁丑日) | 병오일 (丙午日) | 병자일 (丙子日) | 병오일 (丙午日) | 을해일 (乙亥日) | 을사일 (乙巳日) | 갑술일 (甲戌日) | 갑진일 (甲辰日) | 계유일 (癸酉日) | 계묘일 (癸卯日) |
| 율리우스력        | 287년 1월 31일  | 3월 2일         | 3월 31일        | 4월 30일        | 5월 29일        | 6월 28일        | 7월 28일        | 8월 26일        | 9월 25일        | 10월 24일       | 11월 23일       | 12월 22일       | 288년 1월 21일  |
| 태강 9년 (288년)  | 1월             | 2월             | 3월             | 4월             | 5월             | 6월             | 7월             | 8월             | 9월             | 10월            | 11월            | 12월            |                 |
| 삭일(음력)        | 임신일 (壬申日) | 임인일 (壬寅日) | 신미일 (辛未日) | 신축일 (辛丑日) | 경오일 (庚午日) | 경자일 (庚子日) | 기사일 (己巳日) | 기해일 (己亥日) | 무진일 (戊辰日) | 무술일 (戊戌日) | 무진일 (戊辰日) | 정유일 (丁酉日) |                 |
| 율리우스력        | 288년 2월 19일  | 3월 20일        | 4월 18일        | 5월 18일        | 6월 16일        | 7월 16일        | 8월 14일        | 9월 13일        | 10월 12일       | 11월 11일       | 12월 11일       | 289년 1월 9일   |                 |
| 태강 10년 (289년) | 1월             | 2월             | 3월             | 4월             | 5월             | 6월             | 7월             | 8월             | 9월             | 10월            | 11월            | 12월            |                 |
| 삭일(음력)        | 정묘일 (丁卯日) | 병신일 (丙申日) | 병인일 (丙寅日) | 을미일 (乙未日) | 을축일 (乙丑日) | 갑오일 (甲午日) | 갑자일 (甲子日) | 계사일 (癸巳日) | 계해일 (癸亥日) | 임진일 (壬辰日) | 임술일 (壬戌日) | 신묘일 (辛卯日) |                 |
| 율리우스력        | 289년 2월 8일   | 3월 9일         | 4월 8일         | 5월 7일         | 6월 6일         | 7월 5일         | 8월 4일         | 9월 2일         | 10월 2일        | 10월 31일       | 11월 30일       | 12월 29일       |                 |

## 같이 보기
- 다른 왕조의 같은 연호
  - 요(遼) 태강(1075년 ~ 1084년)